# Polygala brachytropis
Polygala brachytropis är en jungfrulinsväxtart som beskrevs av Joseph Blake. Polygala brachytropis ingår i släktet jungfrulinssläktet, och familjen jungfrulinsväxter. Inga underarter finns listade i Catalogue of Life.